# Bombardeamento do Hotel Shamo

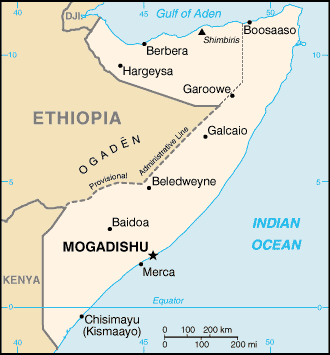
Mapa da Somália, onde destaca-se a capital Mogadíscio, palco do ataque suicida.

O Bombardeamento do Hotel Shamo foi um ataque suicida ao Hotel Shamo em Mogadíscio, Somália a 3 de Dezembro de 2009. O bombardeamento matou 24 pessoas, incluindo quatro ministros do goveno federal de transição, e feriu 60 outros, tornando este o ataque mais mortífero na Somália desde o bombardeamento de Beledweyne em 18 de Junho de 2009 que matou 30 pessoas.

## O Ataque
O salão foi decorado de forma clara, e havia um sentimento de excitação - tais cerimônias raramente acontecem em Mogadíscio.

Mohammed Olad Hassan, BBC News
O ataque ocorreu dentro da sala de reuniões do Hotel Shamo, em Mogadíscio, durante uma cerimônia de boas-vindas a estudantes de medicina da Universidade de Benadir e foi realizado por um militante suicida vestido de mulher, "com um véu e sapatos de mulher", segundo o Ministro da Informação Dahir Mohamud Gelle. De acordo com testemunhas, o homem-bomba aproximou-se do lugar onde estavam os oradores, cumprimentou-os verbalmente com a frase "paz", e detonou seu cinto de explosivos. O Ex-Ministro da Saúde Osman Dufle, que estava conversando quando a explosão aconteceu, relatou que ele notou um indivíduo vestindo roupas pretas andando pela audiência pouco antes da explosão.
A cerimônia - a segunda desde que a Universidade de Benadir foi instituída em 2002, um raro evento na Somália atual, dilacerada pela guerra — atraiu centenas de pessoas. Estavam presentes os formandos e seus familiares, oficiais da Universidade, e cinco ministros do Governo Transicional Federal (TFG). A segurança dentro da sala de reuniões era fraca e todos os guarda-costas dos ministros estavam fora da sala.